# Ray Boyd
Ray Boyd, wł. Raymond Malcolm Boyd (ur. 28 czerwca 1951) – australijski lekkoatleta, specjalista skoku o tyczce, mistrz igrzysk Wspólnoty Narodów, dwukrotny olimpijczyk.

## Kariera sportowa
Zajął 5. miejsce w skoku o tyczce podczas igrzysk Konferencji Pacyfiku w 1969 w Tokio oraz 4. miejsce w tej konkurencji na igrzyskach Brytyjskiej Wspólnoty Narodów w 1970 w Edynburgu. Na igrzyskach olimpijskich w 1972 w Monachium odpadł w kwalifikacjach.
Zdobył brązowy medal na igrzyskach Konferencji Pacyfiku w 1973 w Toronto. Zajął ponownie 4. miejsce na igrzyskach Brytyjskiej Wspólnoty Narodów w 1974 w Christchurch. Odpadł w kwalifikacjach na igrzyskach olimpijskich w 1976 w Montrealu. Zdobył srebrny medal na igrzyskach Konferencji Pacyfiku w 1977 w Canberze oraz brązowy medal w kolejnej edycji tych zawodów w 1981 w Christchurch.
Zwyciężył na igrzyskach Wspólnoty Narodów w 1982 w Brisbane, wyprzedzając Jeffa Gutteridge’a z Anglii i Grahama Eggletona ze Szkocji.
Dwanaście razy zdobywał mistrzostwo Australii w skoku o tyczce w 1969/1970, od 1971/1972 do 1975/1976 i od 1977/1978 do 1982/1983, był wicemistrzem w 1968/1969 i 1970/1971 oraz brązowym medalistą w 1967/1968.
22 marca 1970 w Adelaide ustanowił rekord Australii wynikiem 4,90 m. Jego rekord życiowy wynosił 5,30 m, uzyskany 15 marca 1976 w Melbourne.

## Rodzina
Jego żona Denise była sprinterką, ośmiokrotną medalistką igrzysk Wspólnoty Narodów i dwukrotną olimpijką. Ich dzieci również uprawiały z powodzeniem lekką atletykę: Alana (ur. 1984) była tyczkarką, dwukrotną mistrzynią igrzysk Wspólnoty Narodów i trzykrotna olimpijką, Jacinta (ur. 1986) specjalizowała się w skoku w dal, a Matt (ur. 1988) w skoku o tyczce.